# Ibuprofene
L'ibuprofene è un principio attivo che rientra nella famiglia dei farmaci antinfiammatori non steroidei (FANS). Il farmaco è dotato di proprietà analgesica, antinfiammatoria e antipiretica. Questa classe di farmaci rappresenta la categoria di più largo impiego nel trattamento delle malattie reumatiche.

## Farmacodinamica

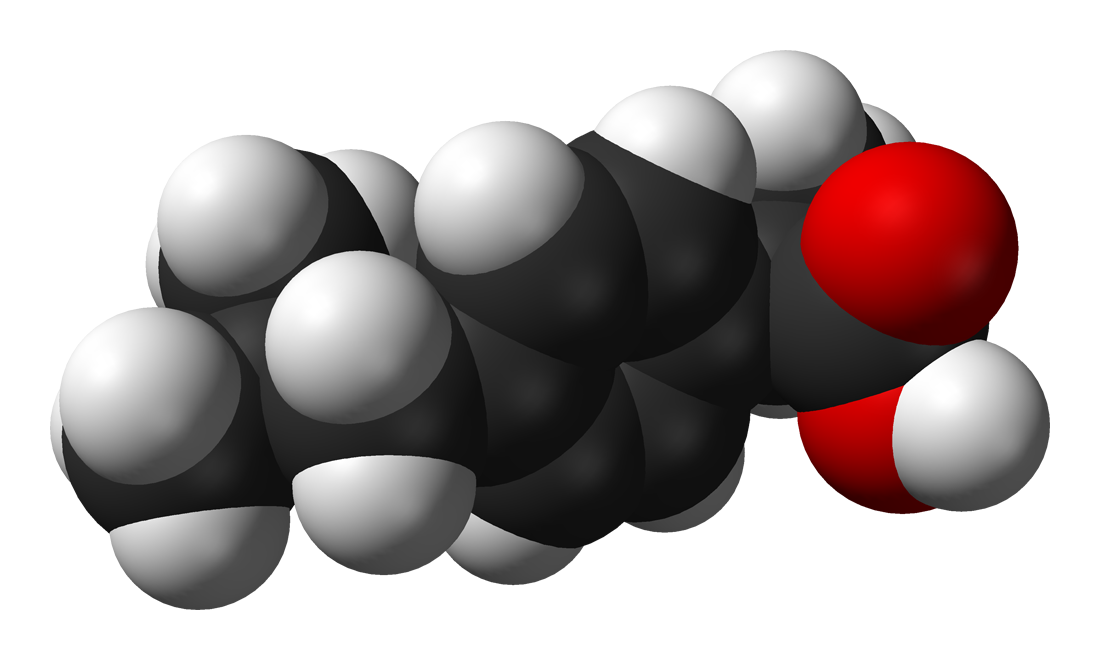
La molecola 3D dell'ibuprofene secondo le sfere di Van der Waals

L'ibuprofene, come anche altri farmaci antinfiammatori non steroidei, agisce inibendo l'enzima cicloossigenasi (COX) che converte l'acido arachidonico in prostaglandina H2 (PGH2). La PGH2, a sua volta, viene convertita da altri enzimi in altre prostaglandine, note per essere mediatori del dolore, dell'infiammazione e della febbre, e di trombossano A2, il quale invece stimola l'aggregazione piastrinica portando alla formazione di coaguli di sangue. Ibuprofene è un inibitore non selettivo della COX: in altre parole, inibisce entrambe le due isoforme di cicloossigenasi, la COX-1 e la COX-2. Come è noto l'attività analgesica, antipiretica e antinfiammatoria di ibuprofene e degli altri FANS opera principalmente attraverso l'inibizione della COX-2, e quella della COX-1 è la principale responsabile degli effetti indesiderati sul tratto gastrointestinale.

## Farmacocinetica
L'ibuprofene, dopo somministrazione per via orale, è ben assorbito dal tratto gastrointestinale. Le concentrazioni plasmatiche massime (Cmax) si ottengono circa 90 minuti dopo l'assunzione. L'ingestione di cibo ritarda l'assorbimento d'ibuprofene e i picchi plasmatici vengono raggiunti in circa 3 ore.
Dosi ripetute di farmaco non sembrano determinare fenomeni di accumulo. Il legame con le proteine plasmatiche è elevato e pari a circa il 99%. Nel liquido sinoviale l'ibuprofene raggiunge delle concentrazioni stabili tra la seconda e l'ottava ora dopo la somministrazione. La Cmax sinoviale è pari a un terzo della Cmax plasmatica. Il farmaco per circa il 90% viene metabolizzato a livello epatico sotto forma di metaboliti inattivi. L'escrezione del farmaco è rapida. L'eliminazione dell'ibuprofene è essenzialmente urinaria e si completa nell'arco di 24 ore. Il 10% viene eliminato come farmaco immodificato e il 90% come metaboliti inattivi, principalmente glucuronati. L'emivita di eliminazione si aggira sulle 2 ore.
I parametri cinetici dell'ibuprofene sono leggermente alterati nei soggetti anziani e nei pazienti con insufficienza renale ed epatica. Tuttavia le modificazioni osservate non richiedono un aggiustamento del dosaggio.

## Usi clinici
Il farmaco è indicato nel trattamento del dolore di varia natura, da lieve a moderato. Il farmaco è utilizzabile in caso di cefalea, mal di denti, dolore mestruale, nevralgie, dolori osteoarticolari, artromialgie e crampi addominali. In particolare l'ibuprofene aiuta ad alleviare i sintomi dell'artrite reumatoide o artrite giovanile, dell'artrosi, della spondilite anchilosante, come l'infiammazione, il gonfiore, la rigidità e i dolori articolari.

## Effetti collaterali e indesiderati
In corso di trattamento con ibuprofene gli effetti avversi di più frequente osservazione sono di natura gastrointestinale e comprendono anoressia, dispepsia, nausea, vomito, epigastralgie, flatulenza, diarrea o costipazione, dolore addominale, perforazione ed emorragia gastrointestinale, riattivazione o comparsa di ulcera gastrica. Più raramente sono segnalati altri disturbi quali vertigine, cefalea, sonnolenza.
In un numero limitato di pazienti possono comparire edemi periferici, ipertensione arteriosa, insufficienza cardiaca, disuria, ematuria, aumento dell'azotemia, alterazioni della crasi ematica. Il trattamento cronico con ibuprofene, così come per altri FANS, potrebbe essere associato a un rischio aumentato di morbidità e mortalità cardiovascolare e di sviluppo di infarto del miocardio. Raramente possono verificarsi reazioni da ipersensibilità quali eruzioni cutanee, rash cutaneo, prurito, peggioramento di un'orticaria cronica.
Alcuni studi clinici ed epidemiologici hanno suggerito la possibilità che l'utilizzo di ibuprofene – in particolare se assunto a dosi elevate (2400 mg al giorno) e per periodi di trattamento di lunga durata – possa essere associato a un aumento del rischio di eventi trombotici arteriosi come, ad esempio, accidenti cerebrovascolari oppure infarto del miocardio.
Talvolta si possono registrare innalzamenti dei valori delle transaminasi (AST e ALT), ittero ed epatite. In genere la sospensione del trattamento farmacologico è sufficiente a risolvere il disturbo.
Potrebbe provocare danni alla fertilità maschile.

## Controindicazioni
Il farmaco è controindicato nei soggetti con ipersensibilità nota al principio attivo oppure a uno qualsiasi degli eccipienti. L’ibuprofene non deve essere assunto da soggetti con una storia di asma scatenata dalla assunzione di ibuprofene, acido acetilsalicilico o altri FANS, una storia di emorragia o perforazione gastrointestinale in corso di precedenti terapie con FANS o storia di emorragie in evoluzione. Dev'essere evitato da soggetti con anamnesi di ulcera peptica in evoluzione o ulcera contraddistinta da sanguinamenti ricorrenti.

## Gravidanza e allattamento
Gli studi sperimentali sugli animali non hanno dimostrato alcun effetto teratogeno dell'ibuprofene, quando assunto nel primo trimestre di gravidanza. Anche nell'essere umano l'assunzione nel corso del primo trimestre di gravidanza non ha dimostrato effetti teratogeni. Tuttavia non sono mai stati eseguiti studi epidemiologici per confermare l'assenza di rischio.
A partire dal secondo trimestre di gravidanza l'assunzione di ibuprofene è da evitarsi. L'inibizione della sintesi delle prostaglandine può interessare negativamente la gravidanza e lo sviluppo embriofetale. I risultati di alcuni studi epidemiologici suggeriscono infatti un aumentato rischio di aborto spontaneo, di malformazione cardiaca e di gastroschisi dopo l'uso di un inibitore della sintesi delle prostaglandine nelle prime fasi della gravidanza.
Il rischio assoluto di malformazioni cardiache aumenta da meno dell'1% fino a circa l'1.5%. Si ritiene che il rischio aumenti con la dose e la durata della terapia. Negli animali, la somministrazione di inibitori della sintesi di prostaglandine ha mostrato di provocare un aumento della perdita di pre e post-impianto e di mortalità embrio-fetale. Inoltre si verifica un aumento dell'incidenza di varie malformazioni, inclusa quella cardiovascolare (somministrazione di FANS durante il periodo organogenetico).
Durante il terzo trimestre di gravidanza, tutti gli inibitori della sintesi di prostaglandine possono esporre il feto a tossicità cardiopolmonare (con chiusura prematura del dotto arterioso e ipertensione polmonare) e a disfunzione renale, che può progredire in insufficienza renale con oligo-idroamnios. Essi possono esporre la madre e il neonato, alla fine della gravidanza, a un possibile prolungamento del tempo di sanguinamento, a un effetto antiaggregante che può occorrere anche a dosi molto basse e all'inibizione delle contrazioni uterine, risultanti in ritardo, o a un prolungamento del travaglio.
Nelle donne che allattano al seno l'ibuprofene tra i FANS rappresenta l'opzione terapeutica preferibile, perché il passaggio nel latte materno è limitato e il suo profilo di efficacia e sicurezza è stato studiato nei pazienti pediatrici.

## Dosi terapeutiche
La dose giornaliera è fino a 1800 mg, ripartita in due-tre dosi, da assumere preferibilmente a stomaco pieno.

## Avvertenze e precauzioni d'uso

### Scompenso cardiaco e ipertensione
Poiché l'ibuprofene può provocare ritenzione di liquidi e sviluppo di edema, dovrebbe essere somministrato con cautela in pazienti con scompenso cardiaco o ipertensione. Tali soggetti debbono essere trattati con ibuprofene solo dopo attenta considerazione della coesistenza di eventuali fattori di rischio per eventi cardiovascolari come ipertensione, iperlipidemia, diabete mellito e fumo.

### Emorragie, ulcerazioni e perforazioni gastrointestinali
L'ibuprofene, sia pure con bassa incidenza, può causare emorragia gastrointestinale, ulcerazioni gastriche o duodenali o perforazione intestinale. Questi problemi, che possono essere fatali, possono verificarsi senza segni premonitori. Tali tipi di reazioni sono state riportate con tutti i FANS in qualsiasi momento durante il decorso del trattamento. Pazienti con una storia di tossicità gastrointestinale, soggetti particolarmente anziani, coloro che fumano o bevono alcolici regolarmente, specie se in cattive condizioni di salute, o se stanno utilizzando altri farmaci (a esempio steroidi o anticoagulanti) sono maggiormente esposti a questo tipo di rischio. Questi pazienti debbono riferire qualsiasi sintomo gastrointestinale inusuale (soprattutto emorragia gastrointestinale), in particolare se compare nelle fasi iniziali del trattamento. In caso di emorragia o ulcerazione gastrointestinale in pazienti che assumono ibuprofene, il trattamento dev'essere immediatamente sospeso.

### Malattie renali e funzionalità renale
Durante il trattamento con ibuprofene è necessario monitorare attentamente la funzionalità renale per evitare accumulo di farmaco. Inoltre il farmaco può ridurre la funzione renale e provocare nefrotossicità, particolarmente nei soggetti già affetti da malattia renale cronica.

### Asma, lupus eritematoso sistemico, connettiviti
In pazienti affetti da queste patologie un trattamento con ibuprofene deve essere eseguito con cautela. Nei soggetti con asma, in particolare nei pazienti pediatrici, c'è il rischio di una possibile broncocostrizione.

### Colite ulcerosa, malattia di Crohn
L'ibuprofene come tutti i FANS deve essere somministrato con cautela nei pazienti con una storia di malattia gastrointestinale (colite ulcerosa, malattia di Crohn), poiché tali condizioni possono essere esacerbate.

### Alterata coagulabilità
La somministrazione di ibuprofene, in caso di pazienti affetti da alterazioni congenite a carico della coagulabilità del sangue oppure in pazienti in terapia con anticoagulanti, richiede cautela e monitoraggio del tempo di protrombina, in particolare durante le prime settimane di trattamento, per un eventuale aggiustamento del dosaggio degli anticoagulanti stessi. L'ibuprofene può infatti ridurre la coagulabilità.

### Febbre nei bambini
L'ibuprofene è efficace quanto il paracetamolo nel ridurre la febbre nei bambini. Spesso i due farmaci vengono utilizzati in associazione per ridurre rapidamente la temperatura corporea. Tuttavia poiché è noto il rischio di sanguinamento e ulcere gastriche associato all'utilizzo di FANS, è bene evitare di utilizzare l'ibuprofene nei bambini a rischio, come quelli che soffrono di paralisi spastica cerebrale (che hanno un rischio elevato di esofagite). Esso può causare inoltre insufficienza renale nei bambini disidratati o con insufficienza renale.

### Effetti con farmaci concomitanti
Si consiglia cautela nell'assunzione di ibuprofene in concomitanza con farmaci come corticosteroidi, anticoagulanti, inibitori selettivi del reuptake della serotonina, agenti antiaggreganti, che potrebbero aumentare il rischio di ulcerazione o emorragia.

### FANS
L'uso di ibuprofene in concomitanza con altri FANS è sconsigliato, perché può incrementare l'incidenza di effetti collaterali gastrointestinali. Gli effetti indesiderati possono essere ridotti con l'uso della dose minima efficace per il minor tempo possibile per il controllo dei sintomi.

### Pazienti pediatrici
Nei pazienti pediatrici, l'uso occasionale di ibuprofene ha evidenziato una tollerabilità sovrapponibile al paracetamolo, sia come intensità, sia come tipologia. Gli effetti avversi più frequenti sono stati dolore addominale, diarrea, rash, agitazione e nervosismo con entrambi i farmaci. L'incidenza di effetti avversi importanti, quali sanguinamento gastrointestinale, insufficienza renale o anafilassi, è risultata analoga a quanto osservato per il paracetamolo. Due studi caso controllo condotti su bambini affetti da varicella avevano indicato una possibile associazione tra assunzione di ibuprofene, fascite necrotizzante e infezioni invasive da streptococco A.

### Pazienti anziani
I pazienti anziani (età maggiore di 65 anni) presentano un aumento della frequenza delle reazioni avverse ai FANS, specialmente emorragie e perforazioni gastrointestinali, che possono essere fatali. Si consiglia pertanto l'uso concomitante di agenti protettori (misoprostolo, inibitori della pompa protonica).

### Disturbi visivi
Nel caso si manifestino vista offuscata o ridotta, scotomi, alterazione della percezione dei colori durante la terapia con ibuprofene, interrompere il trattamento e consultare un oculista.

## Storia e commercializzazione
L'ibuprofene fu scoperto nel 1961 da Stewart Adams presso i laboratori di Boots UK Limited e immesso sul mercato con il nome di Brufen.
Viene venduto con diversi nomi commerciali, tra cui Brufen, Cibalgina, Moment, Nurofen, ed è disponibile in Italia come medicinale equivalente È comparso per la prima volta sul mercato anglosassone nel 1969 e negli USA nel 1974.
È stato incluso nel Listino dei medicinali essenziali dell'Organizzazione mondiale della sanità.
Nel 2018, si è classificato 28° nella lista dei medicinali più prescritti negli Stati Uniti, con oltre 24 milioni di ricette.